# 53. Golden Globe-gála
Az 53. Golden Globe-gálára 1996. január 21-én, vasárnap került sor, az 1995-ben mozikba, vagy képernyőkre került amerikai filmeket, illetve televíziós sorozatokat díjazó rendezvényt a kaliforniai Beverly Hillsben, a Beverly Hilton Hotelben tartották meg.
Az 53. Golden Globe-gálán Sean Connery vehette át a Cecil B. DeMille-életműdíjat.

## Filmes díjak
A nyertesek félkövérrel jelölve.

### Legjobb film (dráma)
- Értelem és érzelem
  - A rettenthetetlen
  - A szív hídjai
  - Apolló 13
  - Las Vegas, végállomás

### Legjobb film (musical vagy vígjáték)
- Babe
  - Sabrina
  - Szerelem a Fehér Házban
  - Szóljatok a köpcösnek!
  - Toy Story – Játékháború

### Legjobb színész (dráma)
- Nicolas Cage – Las Vegas, végállomás
  - Ian McKellen – III. Richárd
  - Richard Dreyfuss – Csendszimfónia
  - Sean Penn – Ments meg, Uram!
  - Anthony Hopkins – Nixon

### Legjobb színész (musical vagy vígjáték)
- John Travolta – Szóljatok a köpcösnek
  - Steve Martin – Örömapa 2.
  - Harrison Ford – Sabrina
  - Michael Douglas – Szerelem a Fehér Házban
  - Patrick Swayze – Wong Foo, kösz mindent! – Julie Newmar

### Legjobb színésznő (dráma)
- Sharon Stone – Casino
  - Meryl Streep – A szív hídjai
  - Emma Thompson – Értelem és érzelem
  - Elisabeth Shue – Las Vegas, végállomás
  - Susan Sarandon – Ments meg, Uram!

### Legjobb színésznő (musical vagy vígjáték)
- Nicole Kidman – Majd' megdöglik érte
  - Sandra Bullock – Aludj csak, én álmodom
  - Vanessa Redgrave – Itália csókja
  - Toni Collette – Muriel esküvője
  - Annette Bening – Szerelem a Fehér Házban

### Legjobb mellékszereplő színész
- Brad Pitt – 12 majom
  - Ed Harris – Apolló 13
  - Kevin Spacey – Közönséges bűnözők
  - Tim Roth – Rob Roy
  - John Leguizamo – Wong Foo, kösz mindent! – Julie Newmar

### Legjobb mellékszereplő színésznő
- Mira Sorvino – Hatalmas Aphrodité
  - Kathleen Quinlan – Apolló 13
  - Kate Winslet – Értelem és érzelem
  - Anjelica Huston – Menekülés az éjszakába
  - Kyra Sedgwick – Szóbeszéd

### Legjobb rendező
- Mel Gibson (Rettenthetetlen)
  - Mike Figgis (Las Vegas, végállomás)
  - Ron Howard (Apolló 13)
  - Ang Lee (Értelem és érzelem)
  - Rob Reiner (Szerelem a Fehér Házban)
  - Martin Scorsese (Casino)

### Legjobb forgatókönyv
- Értelem és érzelem – Emma Thompson
  - Szerelem a Fehér Házban – Aaron Sorkin
  - Rettenthetetlen –  Randall Wallace
  - Ments meg, Uram! – Tim Robbins
  - Szóljatok a köpcösnek – Scott Frank
  - Csendszimfónia – Patrick Sheane Duncan

### Legjobb eredeti betétdal
- Colors of the Wind – Pocahontas - Vanessa L. Williams
  - "Have You Ever Really Loved a Woman?" – Don Juan DeMarco - Bryan Adams
  - "Hold Me, Thrill Me, Kiss Me, Kill Me"  – Mindörökké Batman - U2
  - "Moonlight"  – Sabrina - Sting
  - "You've Got a Friend in Me"  – Toy Story – Játékháború - Randy Newman

### Legjobb eredeti filmzene
- Pár lépés a mennyország – Maurice Jarre
  - Rettenthetetlen – James Horner
  - Don Juan DeMarco – Michael Kamen
  - Pocahontas – Alan Menken
  - Értelem és érzelem – Patrick Doyle

### Legjobb idegen nyelvű film
- Les Misérables – Franciaország
  - Schlafes Bruder – Németország
  - Gazon maudit – Franciaország
  - Come due coccodrilli – Olaszország
  - Yao a yao yao dao waipo qiao – Kína

## Televíziós díjak
A nyertesek félkövérrel jelölve.

### Legjobb televíziós sorozat (dráma)
- Ötösfogat
  - Chicago Hope Kórház
  - Vészhelyzet
  - Murder One
  - New York rendőrei

### Legjobb televíziós sorozat (musical vagy vígjáték)
- Cybill
  - Frasier - A dumagép
  - Jóbarátok
  - Megőrülök érted
  - Seinfeld

### Legjobb televíziós minisorozat vagy tévéfilm
- Megbélyegezve: a McMartin-per
  - X polgártárs
  - The Heidi Chronicles
  - Ha hallgattál volna
  - Truman

### Legjobb színész, televíziós sorozat (dráma)
- Jimmy Smits – New York rendőrei
  - Daniel Benzali – Murder One
  - George Clooney – Vészhelyzet
  - Anthony Edwards – Vészhelyzet
  - David Duchovny – X-akták

### Legjobb színész, televíziós sorozat (musical vagy vígjáték)
- Kelsey Grammer – Frasier - A dumagép
  - Tim Allen – Házi barkács
  - Garry Shandling – The Larry Sanders Show
  - Jerry Seinfeld – Seinfeld
  - Paul Reiser – Megőrülök érted

### Legjobb színész, televíziós minisorozat vagy tévéfilm
- Gary Sinise – Truman
  - Alec Baldwin – A vágy villamosa
  - Charles S. Dutton – The Piano Lesson
  - Laurence Fishburne – A 99-es alakulat
  - James Woods – Megbélyegezve: a McMartin-per

### Legjobb színésznő, televíziós sorozat (dráma)
- Jane Seymour – Quinn doktornő
  - Gillian Anderson – X-akták
  - Kathy Baker – Picket Fences
  - Heather Locklear – Melrose Place
  - Sherry Stringfield – Vészhelyzet

### Legjobb színésznő, televíziós sorozat (musical vagy vígjáték)
- Cybill Shepherd – Cybill
  - Candice Bergen – Murphy Brown
  - Ellen DeGeneres – Ellen
  - Fran Drescher – A dadus
  - Helen Hunt – Megőrülök érted

### Legjobb színésznő, televíziós minisorozat vagy tévéfilm
- Jessica Lange – A vágy villamosa
  - Glenn Close – Ha hallgattál volna
  - Jamie Lee Curtis – The Heidi Chronicles
  - Sally Field – Bess
  - Linda Hamilton – Ártatlan áldozatok

### Legjobb mellékszereplő színész, televíziós sorozat, televíziós minisorozat vagy tévéfilm
- Donald Sutherland – X polgártárs
  - Sam Elliott – Vad nők
  - Tom Hulce – The Heidi Chronicles
  - David Hyde Pierce – Frasier - A dumagép
  - Henry Thomas – Megbélyegezve: a McMartin-per

### Legjobb mellékszereplő színésznő, televíziós sorozat, televíziós minisorozat vagy tévéfilm
- Shirley Knight – Megbélyegezve: a McMartin-per
  - Christine Baranski – Cybill
  - Judy Davis – Ha hallgattál volna
  - Melanie Griffith – Vad nők
  - Lisa Kudrow – Jóbarátok
  - Julianna Margulies – Vészhelyzet

## Különdíjak

### Cecil B. DeMille-életműdíj
A Cecil B. DeMille-életműdíjat Sean Connery vehette át.

### Miss Golden Globe
- Jaime Nicole Dudney[3]
- Freddie Prinze, Jr.

## Fordítás
Ez a szócikk részben vagy egészben  a(z)   53rd Golden Globe Awards című angol Wikipédia-szócikk ezen változatának fordításán alapul.  Az eredeti cikk szerkesztőit annak laptörténete sorolja fel. Ez a jelzés csupán a megfogalmazás eredetét és a szerzői jogokat jelzi, nem szolgál a cikkben szereplő információk forrásmegjelöléseként.